# Disk Wars: Avengers
Disk Wars: Avengers (ディスク・ウォーズ：アベンジャーズ?, Disuku Wōzu: Abenjāzu) è un anime di cinquantuno episodi trasmesso da Animax a partire dal 2 aprile 2014 al 25 marzo 2015 ed ispirato ai Vendicatori. La serie è diretta da Toshiaki Komura e scritta da King Ryū.

## Trama
Con l'aiuto del brillante scienziato giapponese Nozomu Akatsuki, Tony Stark, alias Iron Man sviluppa un nuovo dispositivo chiamato il Digital Identity Securement Kit, noto brevemente come DISK, progettato per aiutare la causa di arresto e detenzione dei supercriminali. Tuttavia, mentre presenta il progetto DISK al Raft, appare il malvagio Loki con i Celebrity Five, che usa lo stesso DISK per lanciare un breakout di tutti i cattivi catturati, catturando anche Iron Man, Capitan America, Thor, Hulk e Wasp all'interno dei DISK. I figli di Nozomu, Akira e Hikaru Akatsuri, insieme ad altri tre ragazzini, Edward Grant, Chris Taylor e Jessica Shannon, arrivano a possedere questi DISK e ottengono i Bio-Code permettendo loro di tirar fuori i supereroi per un breve periodo di tempo. Collaborando con gli Avengers, il gruppo dei ragazzi viaggia attraverso il mondo per cercare i DISK prima che cadano nelle mani sbagliate, aiutando anche i supereroi per fermare coraggiosamente le forze malvagie dei supercriminali.

## DISK
I DISK sono divisi in cinque categorie in base alle abilità dell'eroe o del cattivo.
- Rosso: Tech (tecnologia, Akira Akatsuki)
- Blu: Fight (combattimento, Hikaru Akatsuki)
- Viola: Energy (energia, Edward Grant)
- Verde: Power (potenza, Chris Taylor)
- Giallo: Animal (animale, Jessica Shannon)

## Personaggi

### Personaggi principali

#### Eroi
Il gruppo dei cinque ragazzi possiedono al loro interno i Bio-Code, dato che erano vicino a Loki mentre cercava di distruggere il Bio-Code Installer. A causa di questo e del programma di sicurezza installato nei DISK, i ragazzi sono gli unici in grado di liberare gli eroi. Purtroppo, dato che la codifica è stata compromessa, ciascun eroe può essere liberato (riferito al D-Smash) per cinque minuti e mezzo prima di ritornare forzatamente nel DISK.
- Akira Akatsuki

Il protagonista della serie. È il secondogenito dell'inventore dei DISK Nozomu Akatsuki, una testa calda ed ha un forte senso di giustizia. Lui e suo fratello maggiore Hikaru vengono invitati a visitare il centro di ricerca del padre al Raft e per discutere sul progetto DISK quando le forze di Loki attaccano. Akira possiede il Tech Bio-Code, permettendogli di richiamare gli eroi nei DISK rossi come Iron Man e War Machine.
Doppiato da Mitsuki Saiga (giapponese), Veronica Taylor (inglese).
- Hikaru Akatsuki

È il fratello maggiore di Akira ed il più paziente, affascinante e maturo tra i due: un prodigio con una personalità paziente e composta. Possiede l'Energy Bio-Code, consentendogli di richiamare eroi DISK come Thor e Ciclope.
Doppiato da Yūichi Iguchi (giapponese), Steve Staley (inglese).
- Edward Grant

È il più giovane del gruppo. Ottimo studente e fan di supereroi, si unisce al tour del Raft nella speranza di incontrare Capitain America, il suo eroe preferito. Avendo il Power Bio-Code, può richiamare gli eroi dai DISK verdi come Hulk. Il suo nome sembra essere un omaggio all'attore americano Edward Norton che interpreta Bruce Banner, alias Hulk, nel film L'incredibile Hulk del 2008.
Doppiato da Yayoi Sugaya (giapponese), Tara Sands (inglese).
- Chris Taylor

È il più grande del gruppo, ed essendo una testa calda, molte volte sembra essere un ragazzo cinico, ma ha un cuore gentile ed ama fare i dolcetti. Possiede il Fight Bio-Code e può richiamare gli eroi nei DISK blu come Capitan America e Iron Fist. Il suo nome sembra un riferimento all'attore americano Chris Evans che interpreta Capitain America nel Marvel Cinematic Universe.
Doppiato da Yūsuke Kuwahata (giapponese), Ben Diskin (inglese).
- Jessica Shannon

Una ricca ragazzina francese con i genitori proprietari di un'importante azienda, schietta quando deve esprimere un suo parere ma non necessariamente con malizia. Per via dei suoi numerosi interessi, Jessica possiede numerose abilità che usa per imbrogliare gli avversari. Possiede l'Animal Bio-Code e può richiamere gli eroi nei DISK gialli come Wasp e Pantera Nera.
Doppiata da Naomi Ōzora (giapponese), Danielle Judovits (inglese).

#### Vendicatori
- Tony Stark / Iron Man

Un genio, miliardario, playboy e filantropo, Tony Stark dirige il progetto DISK, assieme al Dr. Nozomu Akatsuki, che stava presentando al Raft quando Loki attaccò. Combatte utilizzando una robusta armatura capace di volare con numerose armi integrate. Diventerà il partner di Akira.
Doppiato Eiji Hanawa (giapponese), Matthew Mercer (inglese).
- Steve Rogers / Capitan America

Un veterano della seconda guerra mondiale e super soldato. Mette sempre al primo posto il dovere e la missione ed ha la tendenza di prendere le cose troppo seriamente. Combatte con il suo indistruttibile scudo in vibranio e con grande abilità nel corpo a corpo. Diventerà il partner di Chris.
Doppiato da Kazuhiro Nakaya (giapponese), Roger Craig Smith (inglese).
- Thor

È il dio norreno del tuono e futuro re di Asgard. Brandisce il Mjolnir, un martello indistruttibile capace di controllare tempeste di fulmini e lampi. Diventerà il partner di Hikaru.
Doppiato da Yasuyuki Kase (giapponese), Travis Willingham (inglese).
- Bruce Banner / Hulk

Uno scienziato contaminato dai raggi gamma capace di trasformarsi in un mostro. Possiede una forza fisica incomparabile e un corpo capace di sopportare qualsiasi colpo. Diventerà il partner di Edward.
Doppiato da Kenichirou Matsuda (giapponese), Fred Tatasciore (inglese).
- Janet van Dyne / Wasp

L'unico membro femminile dei Vendicatori. È una fashion designer e supereroina che sfrutta le sue piccole dimensioni e la sua agilità per mettere al tappeto i nemici. Diventerà la partner di Jessica.
Doppiata da Kaori Mizuhashi (giapponese), Colleen O'Shaughnessey (inglese).
- Peter Parker / Spider-Man

Un giovane supereroe di New York che ha acquisito i superpoteri dal morso di un ragno radioattivo. Peter Parker è uno scienziato delle Stark Industries e l'assistente del Dr. Akatsuki, sviluppando con lui la tecnologia DISK. È uno dei pochi eroi ad essere riuscito a salvarsi dall'imprigionamento in un DISK, dando in seguito i DISK dei Vendicatori ai cinque ragazzi per far lottare loro contro Loki e le sue forze, mentre si occupa di proteggere New York in assenza dei Vendicatori aiutando occasionalmente il gruppo quando necessario.
Doppiato da Shinji Kawada (giapponese), Robbie Daymond (inglese).

#### Altri personaggi
- Virginia "Pepper" Potts

È l'assistente ed amante di Tony Stark. Arriva in Giappone per invitare formalmente i fratelli Akatsuki al Raft per incontrare il loro padre. Dopo l'attacco di Loki, scappa con i bambini in uno dei rifugi di Stark. Da qui dirigerà le Stark Industries in assenza di Tony, e farà da supporto per gli eroi durante le loro missioni.
Doppiata da Fumie Mizusawa (giapponese), ? (inglese).
- Nozomu Akatsuki / Ronin

Doppiato da Hideyuki Hori (giapponese), Keith Silverstein (inglese).

### Antagonisti
- Loki Laufeyson / Loki

L'antagonista principale della serie, e arcinemico del fratellastro Thor. Orchestra il piano di usare i DISK per permettere ai prigionieri del Raft di fuggire e di chiamarli in battaglia. In seguito, muta il suo aspetto in quello del senatore Robert Winters e assedia lo S.H.I.E.L.D. nel tentativo di trovare i DISK sparsi intorno al globo. Nell'episodio 22 perde, per la prima volta, un combattimento contro i Vendicatori e gli X-Men e viene intrappolato in un'altra dimensione dal Dr. Akatsuki. Nell'episodio 40, viene visto sotto forma di ologramma da una sfera di teletrasporto. Durante la sua ultima battaglia contro i Vendicatori e i loro alleati, alla fine viene catturato in un DISK da Akira nell'ultimo episodio.
Doppiato da Tadashi Mutou (giapponese), Crispin Freeman (inglese).
- Dormammu

È il malvagio Signore della Dimensione Oscura e arcinemico del Dottor Strange che incontra per caso Loki, durante la sua prima sconfitta, in cui si forma un'alleanza tra loro. Durante il suo attacco contro i ragazzi e i supereroi, viene ingannato dallo stesso Loki, che lo cattura in un DISK per prendersi il controllo del suo malvagio potere. Nella sua prima comparsa si vede come una figura infuocata che ricorda un po' il Supremo Imperatore delle Tenebre, il nemico del Grande Mazinga.
Doppiato da Kazuhiro Yamaji (giapponese), ? (inglese).
- Celebrity Five

È una squadra di cinque umani mascherati ingaggiati da Loki per ritrovare tutti i DISK mancanti e sottomettere tutti i supereroi e i supercriminali del mondo. Il gruppo, guidato dall'ex agente dello S.H.I.E.L.D. Tim Gilliam (Mitsuaki Madono), è costituito dalla reporter Rosetta Riley (Sachiko Kojima), lo chef Manino Giordani (Tarusuke Shingaki), il musicista Joel Murphy (Atsushi Imaruoka/Benjamin Diskin), e lo spadaccino Okuma Jubei (Masaya Takatsuka/Christopher Corey Smith). Dopo la sconfitta di Loki, i Celebrity Five vengono arrestati, ma in seguito verranno liberati e reclutati nell'Hydra dal Teschio Rosso.
- Johann Schmidt / Teschio Rosso

È il capo della spietata organizzazione terroristica dei nazisti, l'HYDRA, e arcinemico di Capitan America. Dopo la prima sconfitta di Loki, Il Teschio Rosso diventa il secondo antagonista principale della serie, mantenendo un maggior controllo sui DISK di quanto Loki abbia potuto con la Sfera dimensionale. Durante la sua ultima battaglia, alla fine viene catturato in un DISK da Akira nell'episodio 33.
Doppiato da Motomu Kiyokawa (giapponese), ? (inglese).
- Brock Rumlow / Crossbones

È uno spietato sicario al servizio del Teschio Rosso.
Doppiato da Masato Obara (giapponese), ? (inglese).
- Signori del male

È una pericolosa squadra di supercriminali, guidati dal malvagio Teschio Rosso. Essi sono composti da: il Barone Zemo (nemico di Capitan America e dei Vendicatori), MODOK (nemico di Iron Man e di Capitan America), Abominio (uno degli arcinemici di Hulk), Graviton (nemico dei Vendicatori) e lo Squalo Tigre (nemico di Namor il Sub-Mariner).

## Media

### Anime
Marvel Disk Wars: The Avengers, prodotto dalla Toei Animation, iniziò ad essere trasmesso su TV Tokyo dal 2 aprile del 2014. La serie è guidata dal regista Toshiaki Komura, un veterano della Toei per la quale ha lavorato al franchise Pretty Cure. L'organizzazione della serie è data da King Ryū, che non ha mai avuto nessun credito nell'industria dell'intrattenimento. L'animatore di Dragon Ball e character designer Tadayoshi Yamamuro realizza il design dei personaggi con uno stile molto simile a quello di Dragon Ball. As Nell'episodio 27 il ruolo di character design è condiviso con Naoki Tate a causa dell'impegno di Yamamuro nella direzione del film Dragon Ball Z: La resurrezione di 'F'. Le sigle di apertura e chiusura sono "Tsuki Yabureru - Time to SMASH!" (突キ破レル-Time to SMASH!?, Break On Through - Time to SMASH!) e "Thread of Fate", entrambe eseguite dai T.M.Revolution. La serie iniziò ad essere trasmessa con un doppiaggio inglese dal 6 luglio 2015 su Disney XD e Disney Channel (solo nelle Filippine).

### Videogiochi
Un videogioco basato sulla serie, intitolato Marvel Disk Wars: The Avengers - Ultimate Heroes (ディスクウォーズ：アベンジャーズ アルティメットヒーローズ?) (ディスクウォーズ：アベンジャーズ アルティメットヒーローズ?) è stato sviluppato dalla Bandai Namco Games e pubblicato in Giappone per Nintendo 3DS il 13 novembre del 2014.

### Bachicombat
Bachicombat è un gioco collezionabile prodotto dalla Bandai come merchandise dell'anime ed è simile a quello dei Pogs. È stato realizzato per ricreare la trama della serie dove i bambini possiedono un unico “Bio-Code” con il quale possono liberare gli eroi ed i cattivi intrappolati nella tecnologia dello S.H.I.E.L.D. che Loki ha utilizzato contro l'universo Marvel.

## Episodi
| Nº | Titolo italiano Giapponese 「Kanji」 - Rōmaji - Traduzione letterale                                                    | In onda           | In onda |
| Nº | Titolo italiano Giapponese 「Kanji」 - Rōmaji - Traduzione letterale                                                    | Giapponese        |         |
| 1  | Gli eroi più potenti 「最強の勇者たち！」 - Saikyō no yūsha-tachi! – "Gli eroi più forti"                               | 2 aprile 2014     |         |
| 2  | Lo sterminio degli eroi 「ヒーロー全滅!?」 - Hīrō zenmetsu!? – "Gli eroi sconfitti?!"                                   | 9 aprile 2014     |         |
| 3  | La rinascita di Iron Man 「復活! アイアンマン」 - Fukkatsu! Aian Man – "La rinascita di Iron Man"                       | 16 aprile 2014    |         |
| 4  | Rinforzi, Occhio di Falco 「助っ人ホークアイ」 - Suketto Hokuai – "Occhio di Falco, il rinforzo"                        | 23 aprile 2014    |         |
| 5  | Arriva il potente Thor 「マイティ・ソー降臨」 - Maiti Sō kōrin – "L'avvento del potente Thor"                           | 30 aprile 2014    |         |
| 6  | Hulk si scatena 「ハルク大暴走!!」 - Haruku dai bōsō – "Hulk si scatena"                                                | 7 maggio 2014     |         |
| 7  | Hulk vs. Cap! 「ハルク対キャプテン」 - Haruku Tai Kyaputen – "Hulk contro il capitano"                                  | 14 maggio 2014    |         |
| 8  | Avengers, riunione! 「勢揃いアベンジャーズ」 - Seizoroi Abenjāzu – "Vendicatori, uniti"                                 | 21 maggio 2014    |         |
| 9  | La scomparsa di Spider-Man 「消えたスパイダーマン」 - Kieta Supaidāman – "La scomparsa dell'Uomo Ragno"                 | 28 maggio 2014    |         |
| 10 | Scontro col samurai d'argento 「対決！銀色のサムライ」 - Taiketsu! Gin'iro no samurai – "Scontro col samurai d'argento" | 4 giugno 2014     |         |
| 11 | 「トニーからのプレゼント」 - Tonī-kara no puresento – "Un regalo da Tony"                                               | 11 giugno 2014    |         |
| 12 | 「無敵連発!ジャガーノート」 - Muteki renpatsu! Jagānōto – "L'inarrestabile Fenomeno"                                    | 18 giugno 2014    |         |
| 13 | 「重力上等!グラビトン」 - Jūryoku jōtō! Gurabiton – "Graviton, il padrone della gravità"                                | 25 giugno 2014    |         |
| 14 | 「闇のムチをあやつる男」 - Yami no muchi o ayatsuru otoko – "Colui che controlla le fruste di tenebra"                  | 2 luglio 2014     |         |
| 15 | 「城の秘宝をさがし出せ」 - Shiro no hihō o sagashidase – "Alla ricerca del tesoro del castello"                         | 9 luglio 2014     |         |
| 16 | 「制御不能の野獣たち」 - Seigyo funō no yajū-tachi – "Bestie indomabili"                                                | 16 luglio 2014    |         |
| 17 | 「その男、ウルヴァリン」 - Sono otoko, Uruvarin – "Quell'uomo, Wolverine"                                               | 23 luglio 2014    |         |
| 18 | 「ミュータント少女覚醒」 - Myūtanto shōjo kakusei – "Il risveglio della ragazza mutante"                                | 30 luglio 2014    |         |
| 19 | 「奪われたヒーローたち」 - Ubawareta hīrō tachi – "Gli eroi rapiti"                                                     | 6 agosto 2014     |         |
| 20 | 「危うし!ウルヴァリン」 - Ayaushi! Uruvarin – "Wolverine in pericolo"                                                   | 13 agosto 2014    |         |
| 21 | 「X-MEN!ロキ城へ」 - Ekkusumen! Roki-jō e – "X-Men! Il castello di Loki!"                                               | 20 agosto 2014    |         |
| 22 | 「決戦 ロキ対ヒーロー達」 - Kessen Roki tai hīrō tachi – "Battaglia decisiva! Loki contro gli eroi!"                    | 27 agosto 2014    |         |
| 23 | 「新たなる赤い恐怖」 - Aratanaru akai kyōfu – "Un nuovo terrore rosso"                                                  | 3 settembre 2014  |         |
| 24 | 「銀河のガーディアンズ」 - Ginga no Gādianzu – "I Guardiani della Galassia"                                             | 10 settembre 2014 |         |
| 25 | 「ガーディアンズと共に」 - Gādianzu to tomo ni – "Insieme ai Guardiani"                                                 | 17 settembre 2014 |         |
| 26 | 「極秘データを守り抜け」 - Gokuhi dēta o mamorinuke – "Proteggere i dati segreti"                                       | 24 settembre 2014 |         |
| 27 | 「禁断のヒーロー登場？」 - Kindan no hīrō tōjō? – "Arriva l'eroe proibito!"                                             | 1 ottobre 2014    |         |
| 28 | 「地球破壊計画」 - Chikyū hakai keikaku – "Il piano per la distruzione della Terra"                                     | 8 ottobre 2014    |         |
| 29 | 「国王ブラックパンサー」 - Kokuō Burakkupansā – "Sua maestà, Pantera Nera"                                              | 15 ottobre 2014   |         |
| 30 | 「クリス 決断の時」 - Kurisu ketsudan no toki – "Chris, il momento della verità"                                        | 22 ottobre 2014   |         |
| 31 | 「エドひとりの潜入計画」 - Edo hitori no sennyū keikaku – "L'infiltrazione in solitario di Ed"                          | 29 ottobre 2014   |         |
| 32 | 「悪に染まるヒカル」 - Aku ni somaru Hikaru – "Hikaru si tinge di malvagità"                                            | 5 novembre 2014   |         |
| 33 | 「赤いドクロの究極作戦」 - Akai Dokuro no kyūkyoku sakusen – "Il piano definitivo di Teschio Rosso"                     | 12 novembre 2014  |         |
| 34 | 「新人アベンジャーズ？」 - Shinjin Abenjāzu? – "Un nuovo vendicatore?"                                                  | 19 novembre 2014  |         |
| 35 | 「黒いスパイダーマン」 - Kuroi Supaidāman – "L'Uomo Ragno nero"                                                         | 26 novembre 2014  |         |
| 36 | 「寄生体ヴェノムの弱点」 - Kiseitai Venomu no jakuten – "Il punto debole del simbionte Venom"                           | 3 dicembre 2014   |         |
| 37 | 「賢すぎる助手ロボット」 - Kashikosugiru joshu robotto – "Un assistente robot sin troppo intelligente"                  | 10 dicembre 2014  |         |
| 38 | 「大気圏外アイアンマン」 - Taiki kengai Aianman – "Iron Man fuori dall'atmosfera"                                       | 17 dicembre 2014  |         |
| 39 | 「超巨大ウルトロン軍団」 - Chō kyodai Urutoron gundan – "La gigantesca armata di Ultron"                                | 24 dicembre 2014  |         |
| 40 | 「ヒカルとソーと謎の声」 - Hikaru to Sō to nazo no koe – "Hikaru e Thor e la voce misteriosa"                           | 7 gennaio 2015    |         |
| 41 | 「ふたたび蠢く5悪党」 - Futatabi ugomeku go akutō – "Il ritorno dei 5 sicari"                                           | 14 gennaio 2015   |         |
| 42 | 「吸血鬼だらけの夜」 - Kyūketsuki darake no yoru – "La notte dei vampiri"                                               | 21 gennaio 2015   |         |
| 43 | 「ブレイドの非情な決断」 - Bureido no hijō na ketsudan – "La spietata decisione di Blade"                               | 28 gennaio 2015   |         |
| 44 | 「ローニンと闇の秘宝」 - Rōnin to yami no hihō – "Ronin ed il tesoro dell'oscurità"                                     | 4 febbraio 2015   |         |
| 45 | 「ヒーロー分断のワナ」 - Hīrō bundan no wana – "Una trappola per dividere gli eroi"                                     | 11 febbraio 2015  |         |
| 46 | 「ドクター・ストレンジ」 - Dokutā Sutorenji – "Il Dottor Strange"                                                       | 18 febbraio 2015  |         |
| 47 | 「目覚めたトニーの警告」 - Mezameta Tonī no keikoku – "L'avvertimento di Tony"                                          | 25 febbraio 2015  |         |
| 48 | 「遂に開かれる闇の扉」 - Tsui ni hirakareru yami no tobira – "Il portale dell'oscurità alla fine si apre"               | 4 marzo 2015      |         |
| 49 | 「ディスクから完全解放」 - Disuku kara kanzen kaihō – "Rilascio completo dal disk"                                      | 11 marzo 2015     |         |
| 50 | 「倒れゆくヒーロー連合」 - Taoreyuku hīrō rengō – "L'alleanza degli eroi nel momento più difficile"                     | 18 marzo 2015     |         |
| 51 | 「さらば僕だけの英雄達」 - Saraba Boku dake no eiyū-tachi – "Addio, miei amati eroi"                                    | 25 marzo 2015     |         |